# 精算師
精算师，（英語：actuary，由《美国传统词典》释义，在拉丁语中为“secretary of accounts”之意）是一种应用数学和统计方法来处理金融(或财务）风险和不确定性的商业性职业。精算师需要具备资产债务管理、分析技能、商业知识、洞悉人类行为和资讯系统等技能。應将未知事件所带来的财务损失、情绪低落降到最低，而对事件的发生几率及可能导致的后果进行评估。
精算师主要从事财产保险或人壽保險公司工作，工作範圍包括設計新品種的保險產品，計算有關產品的保費及所需的准备金，為保險公司作風險評估及制定投資方針，並定期作出檢討及跟進。
其餘的精算師主要在咨询公司（主要的客戶是保險公司及銀行）、退休金精算公司（計算企業財報需揭露的員工退休金負債及成本）、养老金投資公司、醫療保險公司及投資公司工作。

## 分类
保险精算师大致分成以下几大领域：人寿、健康、抚恤金年金及资产管理；社会福利计划、财产、意外事故、一般保险及再保险。人寿、健康和抚恤金类精算师的工作主要涉及死亡风险、发病率和客户基于现时药品使用、医疗服务风险，和投资风险所作的选择。他们的主要保险产品包括人寿保险，年金、抚恤金，按揭、信用保险、暂时和永久性残疾，药物、牙医及健康储蓄账户，以及长期关爱保险。除去以上提及的风险之外，社会保障计划还受到以下这些因素的密切影响：公众舆论、政治、预算限制和不断变化的人口统计数据。此外，医疗技术、通胀、和生活成本也对社会保障计划产生影响。
财产险、意外险精算师，又被称作非人寿保险或一般保险精算师，主要负责评估对人或财产可能造成损失的灾害性非自然风险。他们的主要保险产品包括汽车保险、屋主保险、商业财产保险、工人赔偿、产权保证保险、操作不当保险、产品责任保险、主管及职员责任保险、环境及海上保险、恐怖袭击保险和其他类型的责任险。再保险产品必须适用于以上提及的所有保险产品，并且能够妥当地反映不断上升的长期风险，例如气候变化，倾向于诉讼的文化，战争、恐怖主义以及政治行为。(Bureau of Labor Statistics 2008)
精算师并不仅仅需要预测未知事件，通常还要计算已发生的保险金给付，以此开发新的保险产品。
精算师被认为是分析金融风险的专家，近来，他们开始充当投资顾问和资产管理者。

## 历史

### 保险需要
从文明诞生之日起，风险分担就因对公共利益的基本需求而产生。例如，人们终生居住在帐篷里就有起火的风险，这会使他们的族群或家庭失去住所。在最基本的交易出现之后，更为复杂的交易形式在物物交换经济的基础上产生，新的风险形式也应运而生。进行商业旅行的商人们要承担丢失委托货物、自身财产甚至是失去生命的风险。新诞生的储存及交换货物的中间商也经常受到金融风险的威胁。任何大家族或大家庭的主要赡养者总是要承担早死、残疾或疾病的风险，从而使其受养人忍饥挨饿。若贷方担心借方因其死亡或疾病原因无法偿还贷款时，借方是很难获得信贷的。又或者，有时人们活的太久，即使有积蓄也被他们所耗尽，或者他们也因此成为大家庭或社会其余人的负担(Faculty and Institute of Actuaries 2004)。

### 早期尝试
在古代世界裡，老弱病残及穷人都没有立足之地，他们通常都不是社会文化自觉的一部分(Perkins 1995)。早期的保障方法，除了对大家庭的正常支助，包括救济金發放外，宗教团体或邻居也会筹集善款帮助穷人及贫困者。到三世纪中叶，在罗马已有1500名受难群众受到了慈善事业的恩惠(Perkins 1995)。就在今天，慈善保障仍然是一项有效的保障形式(Tong 2006).。但是，接受救济金是不稳定的，并经常伴随有社会污名。基本互助协议及养老金确实是在古代出现的(Thucydides c. 431BCE)。在罗马帝国早期，为满足丧葬、火化及纪念碑修建所需开支成立了一些协会，它们也是丧葬保险和互助会的前身。每周都有一小部分钱流入公共基金，若有协会会员死亡，基金就会覆盖丧葬仪式的支出。这些协会有时也会出售基金在纳骨塔即穹形墓穴上的股份，这也是相互保险公司的前身(Johnston 1903, §475–§476)。其他关于互相担保及人寿保险契约的例子可以追溯到英格兰撒克逊部落及其日耳曼祖先时期团体的各种形式，同时也可追溯到凯尔特社会时期(Loan 1992)。然而，许多此类的早期担保与援助形式都失败了，原因是缺乏理解和知识(Faculty and Institute of Actuaries 2004)。

### 理论发展
17世纪是德国、法国及英国的数学领域突飞猛进的时期。于此同时，人们的一种需求也在急速增长，即将个人风险的评估建立在更为科学的基础之上。复利与概率理论也分别产生，前者被学者研究，而后者作为数学学科得到了较好的理解。1662年，伦敦布商约翰·格朗特带来了另一个重要的突破。他提出：尽管任意个体的未来寿命或死亡率有不确定性，但特定人群或群组中的寿命及死亡是有可预测模式的。这一成果也成为最初的生命表的基础。现在我们就有可能为一组人制定一个人寿保险或养老保险计划，并用一定精确度计算出若想获得固定利率的收益，该组每个人应该向共同基金支付多少。首位公开论证如何操作的是埃德蒙·哈雷。他除了绘制自己的生命表之外，还演示了一种方法，用他自己的生命表计算出了某一特定年龄个体为购买终身年金所需支付的保费(Halley 1693)。

### 早期精算
James Dodson对于平均保险费体系的开拓性工作促成了Society for Equitable Assurances on Lives and Survivorship（现在通常被称为Equitable Life）在1762年伦敦的成立。Dodson的前期贡献与通过科学方法计算长期人寿保险保费费率，使这个长期人寿保险公司成为首家长期人寿保险公司，这间公司现在仍在支持着，尽管目前公司处境不妙。在Dodson 1757年逝世后，Edward Rowe Mores接管了这家后来在1762年成为Society for Equitable Assurances的公司。正是Edward Rowe Mores指出了首席官员应该被冠以“精算师”的头衔(Ogborn, 1956)。在这之前，精算师往往局限的称呼那些记录基督教堂判决和法案的官员，这些官员在古代扮演着罗马参议员部长的角色。他们主要负责编辑古罗马元老院的法案，后来这个元老院发展成现代的保险统计协会。那些一开始没有采取数学与科学方法计算保费的公司往往最后关门大吉或者穷途末路无奈的采取Equitable了开创的方法(Bühlmann 1997 p. 166)。

### 现代职业的发展
在18，19世纪，计算的复杂程度局限于手工计算，而实际的计算保险费率对计算的要求却相当高。当时的精算师利用严格逼近的交换函数法，发明出构建方便易用的表格的方法。这些表格的出现有力的提高了手工计算保费的速度和精准度(Slud 2006)。随着时间的推移，精算师组织陆续成立。这些组织对精算师和精算技术，以及在为保护公众利益而对精算师的从业资质以及审核标准方面所做的要求，都起到了支持或推动作用(Hickman 2004 p. 4)。即使这样，保费的计算仍然相当的繁冗，通向精算的捷径仍然是平淡无奇。在二十世纪的早期，非寿险的保险精算师步入了他们同仁——人寿保险精算师的后尘。在美国，1920年，精算师们对工人理赔费率的修正工作占据了了他们两个月来夜以继日连续不断的时间。(Michelbacher 1920 pp. 224, 230)。在20世纪30年代到40年代期间，随机过程的严密的数学基础建立起来了(Bühlmann 1997 p. 168)。在这之后精算师通过利用随机事件模型代替确定性事件模型，初步预测潜在的损失。计算机的出现引起了精算职业翻天覆地的变化。从利用纸笔到打孔卡片再到微型计算机，精算所用的模型和预测能力有了显著地提高(MacGinnitie 1980 pp. 50–51)。
精算的另外一项现代发展就是现代金融理论和精算科学的融合(Bühlmann 1997 pp. 169–171)。在20世纪早期，精算师发明了许多技术，这些技术在现代金融理论中也可见踪影。但出于众多的历史原因，这些发明并未在当时引起人们的重视和认同(Whelan 2002)。直到20世纪80年代末期到90年代早期，精算师通过非凡的努力才把金融理论与随机过程联系起来引入到他们建立的精算模型中(D’arcy 1989)。如今，不管是在实际操作中还是在众多精算组织的教学大纲中，精算师这项职业把集制表、构建损失模型、随机方法和现代金融理论于一身(Feldblum 2001 pp. 8–9)，尽管这样，精算与现代金融经济仍然是未完全融合。

## 职责
精算师运用数学、经济、财政，概率和统计知识帮助公司评估一些事件发生的风险以及制定政策使风险成本最小化。因此，精算师作为一名员工或者顾问，对于保险和再保险行业是必不可少的；在其他行业也涉及退休养老金计划，甚至在政府部门也占有重要位置，诸如英国的精算部门，美国的社会保障部门。精算师通过收集和分析数据估算意外事件发生的可能性成本，这些意外事件包括死亡，疾病，伤病，残疾，还有财产损失。精算师也处理金融问题，例如根据养老金的水平确定退休金额，以及公司根据潜在的风险选择投资的方式以使投资回收最大化。精算师知识面很广，他们帮助设计和制定保险政策，养老金计划和其他的一些经济策略，这些方式将确保在健全的经济基础之上制定计划。(Bureau of Labor Statistics 2008)

### 典型职责
从人身和意外险两方面看，精算师最典型的职责是计算承担保险责任的保费和准备金。保险公司需要从投保人收集资金，支付预期的损失和花费以及分红。准备金用来解决未来的负债，提示应该预留多少钱给将来的支出才算合理。如果你察看一个保险公司的资产负债表，你会发现，负债方主要是由准备金构成的。
在意外险方面，精算就是对意外事件发生的概率和破坏度进行定量计算。而且，意外事件发生前的一段时间相当重要。因为，在意外事件发生之前，保险公司不会支付任何的保险金。在人身保险方面，精算主要是分析一笔本金在将来的不同时期发生的数目变化。虽然这些分析没有绝对确定的过程，但是通常有固定的模型来确定频率和破坏度的随机分布和分布参数。未来成本的确定也可以通过预测利率的变化和现金的流动，尤其是在人身险方面。
精算师并不仅仅预测未知事件，他们也经常计算已发生事件的保险金，也就是再保险金，以此来发展或者开发新的保险产品。
精算师也设计和维护保险产品和体系，包括报告公司的资产和负债。他们必须用浅显易懂的语言和知识与客户沟通复杂的概念。涉及客户沟通和工作产品时，精算师有着严格的工作道德准则。但是当解释数据和用这些数据处理不同事务时，他们的客户不会遵循那些工作准则。

### 非传统的职责
多数精算师都是企业总经理或者财务经理。他们运用财务知识评估、贴现未来现金流风险，分析可能的商业前景，而很多精算师也将保险定价专长运用到其他行业里去。还有一些精算师作为专业鉴定师，在法庭审判中分析如利润下跌或者财富缩水之类的经济价值损失。
现今精算领域扩大了，包括投资建议和资金管理。进一步的，现在有一种金融风险管理领域和运用精算学进行定量分析的协议。现在，精算师也经常作为风险管理师，定量分析师以及投资专家工作。即使是传统意义上的精算师，现今也在学习使用早先金融领域使用的工具和数据（Feldblum 2001 p. 8）。保险证券化这一行业最新的一项研究要求从事该行业的人同时具备精算和金融知识（Krutov 2006）。
另一个越来越重视精算学的领域便是企业风险管理，不论该企业是否是金融公司（D’arcy 2005）。举例来说，针对金融行业的《巴塞尔新资本协议》，以及与它相似的，针对保险公司的《偿付能力二次协议》，要求这些行业不仅要独立的承担经营风险，还要对应付账款、预付账款、资产和破产风险负责。精算技能在这一环境中的作用恰到好处，因为他们的训练中包括分析各类风险，评估由这些风险带来的潜在的，上升趋势的利益，和下跌的亏损（D’arcy 2005）。

### 丰厚的酬金
成为一个正精算师经过的资格等级考试相当苛刻，结果导致全国的精算师寥寥无几。因此，精算师的需求呈现井喷，他们提供服务获得的收入非常丰厚（D.W. Simpson 2006）。英国大约有8000名正精算师，一般大学毕业后起薪在25300-35000英镑之间，按照2008年1月汇率计算，大约是50100-69300美元之间。刚获得资格的精算师在保险公司，年薪大约在46000-55000英镑之间，按照2008年1月的汇率算折合美元大约是91100-108900。这一数字反映的是全国保险业薪水水平，伦敦和英国东南部还有可能更高（Lomas 2007）。
在美国，财险和意外险精算毕业生的起薪点大约在年薪60000美元左右。成功考获北美产险精算学会（CAS）正式精算师资格，而且行内经验达十五年以上的，平均年薪可以达到171000-374000美元的水平（EzraPenland.com 2014）。

## 认证和考试
一个人要想成为一名合格的精算师，要通过一系列严格的考试，这通常需要花几年的时间。在一些国家，如法国，需要在大学里完成大部分相关的学习。而在其他一些国家，如英国，需要在工作期间完成大部分相关的学习。

### 法国
在大学里完成精算专业学习后成为法国精算师学会会员。

### 澳大利亚
在澳大利亚取得精算资格认证需要满足三方面的要求：首先是精算专业知识的考核，其次是职业化的课程，最后是对工作经验的要求(IAA-Ed 2006）。精算师资格认证是通过澳大利亚精算师协会 （页面存档备份，存于）颁发与管理的。
专业知识考核分为三个阶段。第一阶段主要通过大学教育，麥覺理大學、新南威爾斯大學、墨爾本大學、澳洲國立大學、科廷科技大學、昆士蘭大學與莫纳什大學. 课程内容涵盖金融，金融数学，经济学，概率与统计，人寿保险，和非人寿保险。学生同时可以通过参加英国精算协会的考试而取得相应的学分(IAA-Part I 2006)。第二阶段，Actuarial Control Cycle，学生需要在麥覺理大學、新南威爾斯大學、墨爾本大學、澳洲國立大學、科廷科技大學與莫纳什大學里参加相应考试取得学分(IAA-Part II 2014)。第三阶段的考试，学生需要通过两门必修课和两门选修课的考试。每门考试每年有两次，学生可以一边工作一边考试(IAA-Part III 2014)。
每个参加完前两个阶段考试的学生，在获得两年以上工作经验的基础上，可以申请成为准精算师(AIAA)。三年以上工作经验的学生可以通过参加职业化课程进而取得精算师(Actuary)的头衔。完成全部三个阶段考试的学生，通过参加职业化进程可以成为正式精算师(FIAA)。精算师和正式精算师的区别在于前者只能从事精算方面的顾问，但不可以签署精算报告。

### 英国和爱尔兰共和国
在英国和爱尔兰，一个人要想获得职业资格需要学习一系列由专业机构提供的课程，并通过相关考试。所述的专业机构包括位于伦敦的英国精算协会和位于苏格兰的爱丁堡的精算公会。这是两个独立但可以共存的机构，而且他们不存在地理限制。英国或爱尔兰的任何地区的学生或精算师都可以成为这两个机构之一的会员，或同时成为这两个机构的会员。在英国和爱尔兰之外的其他国家，需要先通过考试才能加入机构；而在英国和爱尔兰，只能在正式加入机构后才能参加考试。但是，如果一个报考者可以证明其之前已学过某些科目，通常是在大学里学过，那么他可以免试这些科目。考试本身分成四个部分：基础技能（CT）、基础应用（CA）、专项技能（ST）和专项应用（SA）。对于在2004年7月后开始从业的学生，进一步要求他基于工作进行技能训练，并取得实际的成果。为做到这一点，学生需要向有关的专业人士提交一系列的文章，以详细的内容来说明他们已经进行了要求的训练。除了考试、文章和课程外，还要求报考者有至少3年的经验，在一名获得职业资格的精算师的监督下从事精算工作。这个要求的目的是，证明报考者有资格成为英国精算学会（FIA）和英国精算公会（FFA，或英国精算学会2006）的成员(Faculty and Institute of Actuaries 2006)。
精算师还可以通过获得认可学习的精算学学位，来获得英国精算公会或英国精算学会之一的部分认可。对大学生来说，目前唯一的本地认可项目包括贝尔法斯特女王大学、爱丁堡的赫瑞瓦特大学、伦敦政治经济学院、南安普敦大学、伦敦卡斯商学院、曼彻斯特大学，肯特大学，莱斯特大学。肯特大学、赫瑞瓦特大学，城市大学，曼彻斯特大学和南安普敦大学等可以提供认可的全日硕士项目。伦敦帝国理工学院和莱斯特大学可以提供认可的非全日认可项目。伦敦卡斯商学院、赫瑞瓦特大学、伦敦政治经济学院、南安普敦大学、斯旺西大学、肯特大学，曼彻斯特大学，华威大学，莱斯特大学等提供可以使参加者免考一些专业科目的精算师项目。在爱尔兰，由爱尔兰国立高威大学、都柏林市立大学、爱尔兰科克大学和都柏林大学提供免考。南非的一些大学获得了英国精算学会的认可，这样的大学包括开普敦大学、斯坦陵布什大学、自由州大学和金山大学。

### 美国
在美国，北美精算师协会（Society of Actuaries）负责对人寿、健康和养老金精算师进行考试。北美产险精算学会（Casualty Actuarial Society）则负责对财产和意外保险精算师进行考试。
北美精算师协会对准会员的要求包括通过七项基础考试（P, FM, IFM, LTAM, STAM, SRM, PA)，展示经济学教育经验，企业融资与应用统计学-----所谓的教育经验验证（VEE），完成八个单元的自学系列内容（FAP），并学习专业课程。对于奖学金申请者，要添加额外三个单元，两门考试和一个专门的奖学金入学课程（SOA 2018）。
北美产险精算学会（CAS）要求考生取得所谓的教育经验验证（VEE），完成两个网上课程（Online Course），通过七门考试（P，FM，MFE，C，S，5，6），并完成专业操守课程（Course on Professionalism)，可以取得准会员资格。如果再通过三门（7，8，9）附加考试，则可以取得会员资格（CAS 2016）。
然而，为了签署精算师意见陈述书，美国的精算师必须是美国精算师学会的会员。对学会成员的要求包括：是国家认可的某一精算师学会的会员，有至少三年全职精算工作的经验，在美国居住至少三年或非美国居民或符合条件(AAA 2010)的新居民。在通过了针对所有签署了精算师意见声明(AAA 2008)的精算师的考核之后，继续教育仍是必要的。
在养老金领域，美国精算师们必须要通过三门考试才能成为注册精算师。申请国税局和养老金福利担保公司的一些养老金需要注册精算师的签字。许多注册精算师属于咨询精算师协会或美国养老保险专业人员和精算师协会。

### 加拿大
对于已经是北美精算学会（SOA）和北美产险精算学会（CAS）的精算师来说，只要你专门研究过加拿大精算实务，都能被加拿大精算师学会 (CIA)所承认。北美精算学会（SOA）成员需通过实习教育课程；北美产险精算学会（CAS）成员则需通过课程7(加拿大版，非美国版)的考试。和其美国同仁不同，加拿大精算学会只有一个等级，即会员制精算师。且根据学会2004年提纲规定，要想成为会员，在前十年中，你必须用三年来进行精算实务操作；在之后三年中，用18个月来进行加拿大精算实践(CIA 2004)。加拿大精算协会（CIA）也能授予准精算师称号，但此称号并没有任何投票权，也不允许写入签名。

### 瑞典
在瑞典，精算师培训由斯德哥尔摩大学负责。四年硕士课程包括：数学、数理统计、保险数学、金融数学、保险法和保险经济学。该课程隶属数理系。(Stockholm University 2006)

### 希腊
希腊唯一一所专业培养精算师的学校是位于萨摩斯（爱琴海中的一座小岛）的爱琴大学的统计与金融数学学院。
这一专业学制为四年，包括实习期，毕业后获得学士学位。通过瑞士精算协会的考核后，则可获得由协会颁发的精算师毕业证书。
另外希腊国内也有许多其他院校的统计系开设精算师方向，最著名的是希腊经贸大学（简称为OPA或ASOEE），这也是希腊经济院校中的最高学府。

### 德国
德国精算协会（页面存档备份，存于）目前规定：取得精算师资格必须通过超过8门考试。

### 印度
印度精算学会（现更名为印度精算协院）设有准会员与会员两种级别，而要取得任一资格，申请者必须先作为学生进入协会学习。
印度精算协会的考制与英国的模式类似，分为基础技能考核，专业技能考核和应用能力考核，考试每年开设两次，分别在五、六月间和七、八月间。(ASI 2006)

### 南非
南非的精算师从属于南非精算师协会（ASSA）。直到最近，南非精算师的从业资格需通过英国机构的考试。从2010年开始，南非的精算师评定由ASSA代替原来的英国机构。ASSA网

### 其他国家
在美国和英国较大的精算师协会之后，其他很多国家纷纷效仿其运作。通过登录这些组织的网站会很容易了解到他们对精算师的要求。

## 考试支持
随着资格考试变得越来越严格，提供支持无疑能帮助考生通过考试。通常情况下，雇主会为员工设计带薪学习时间和支付参加研讨会的费用(Be An Actuary 2005)。当考试通过，许多公司的精算师会获得加薪或升职奖励。因此，学精算的学生都在下班时间付出了足够的学习时间。一个优秀的精算师的标准是用400个小时准备每次4小时的考试(Sieger 1998)。假设你通过了考试，上千小时的学习时间也会通过几年的时间来评测(Feldblum 2001 p. 6)。实际上，历史上精算师考试的通过率低于50%，因此获得认证的时间将被延长，且需要更多的学习时间。这个过程类似于学校教育，即便有人有着很高的地位和重要的职责，他们在这仍被叫做“学生”或“候选人”。

## 精算师组织
精算师一般属于一个或多个专业组织，它们是：
- 法国的法国精算师学会
- 荷兰的精算协会
- 印度的印度精算协会
- 南非的南非精算协会
- 美国的美国精算学会
- 加拿大的加拿大精算协会
- 美国的北美产险精算学会
- 丹麦的丹麦精算协会
- 瑞士的瑞士精算协会
- 德国的德国精算协会
- 苏格兰的精算学院
- 欧盟的精算组织
- 匈牙利的匈牙利精算协会
- 英格兰和威尔士的精算协会
- 澳大利亚的澳大利亚精算协会
- 巴西的巴西精算协会
- 国际精算协会
- 国际精算顾问协会
- 以色列的以色列精算协会
- 比利时的比利时精算皇家协会
- 美国的精算协会
- 爱尔兰的爱尔兰精算协会
- 中華民國的中華民國精算學會
- 日本的財團法人精算會
- 香港的香港精算學會

## 相关名词
- 精算
- 精算符號

## 外部連結
- 我是精算师（中英文）网站 （页面存档备份，存于）
- 成为一名精算师（美国）网站 （页面存档备份，存于）
- 印度的精算科学社区 （页面存档备份，存于）
- 美国劳工局劳工统计—精算师 （页面存档备份，存于）
- 精算师新闻资源（美国）网站
- 独立精算师新闻资源（美国）网站 （页面存档备份，存于）
- 法国精算师协会 （页面存档备份，存于）
- 瑞士精算师协会 （页面存档备份，存于）
- 世界精算师论坛和社区 （页面存档备份，存于）
- 中华民国精算学会（台灣） （页面存档备份，存于）
- 香港精算学会
- 新加坡精算学会 （页面存档备份，存于）
- 精算师报酬和职业分析
- 精算科学指南
- 北美精算师协会 （页面存档备份，存于）
- 北美产险精算学会（页面存档备份，存于）